# Lomma (comuna)
Lomma (em sueco: Lommas kommun) é uma comuna da Suécia localizada no condado de Escânia. Sua capital é a cidade de Lomma. Tem 55,5 quilômetros quadrados e pelo censo de 2018, havia 24 763 habitantes. A sul da cidade de Lomma fica um dos estabelecimentos de ensino e investigação da Universidade de Ciências Agrárias da Suécia.